# الجرجرية (عشائر)
عشائر الجرجرية او الكركرية او الجرجري هي عشائر متحالفة تشكلت على مراحل زمنيه متعددة, اخرها وابرزها قبل ثلاث قرون على يد شيخهم نوح الجرجري اللذي يعود نسبه الى الجلندي بن كركر وقيل الى بني سليمان بن عباد بن عبد بن الجلندي بن كركر وفي رواية اخرى الى بني خالد من مخزوم, وقيل الى سليمان بن خالد بن الوليد المخزومي. وقد تمكن نوح الجرجري بعد هجرته الى الجزيرة الفراتيه من اعادة لم شمل عشيرته بالاضافة الى عشائر اخرى من العرب والعجم. حيث تشمل الجرجرية فروع من الازد وبني خالد وفروع صغيره من طي والنعيم وفروع من الاكراد واقلية من التركمان. تتواجد الجرجرية في العراق والاردن وسوريا وتركيا وايران وعُمان. ويعتير الشيخ جلود بن سليمان ال سعدون رئيسا للجرجرية وشيخ مشايخها

## نسب عشائر الجرجرية
غالبيتهم يرجعون الى الجلندى بن كركر (ملك العرب الازد) بن مالك بن فهم بن مسعود بن جرار ابن عبد العزى بن معولة بن شمس بن غانم بن عثمان بن نصر بن زهران بن كعب بن الحارث بن عبدالله بن مالك بن نصر بن الأزد

## نزاعات الجزيرة الفراتية
تمكنت عشائرالجرجرية قبل ثلالث قرون من الهيمنه على مناطق جغرافية مهمه في الجزيرة الفراتيه وعلى عيون المياه في تلك المنطقه واستقرت بها. حتى وان دخلت شمر بقيادة الشيخ فارس الجربا القادمة من نجد لتفرض سيطرتها تدريجيا على الجزيرة الفراتيه وتاخذ الجزية من اغلب العشائر والسيطرة على الاراضي بالقوه الى ان وصلت مناطق عشائر الجرجرية حيث رفضت الجزية رفضا باتا لتقوم شمر بالإغارة عليهم وقتل شيخهم نوح الجرجري واصبح العداء مستحكم بين الطرفين لتصبح تلك المنطقة ميدانا لصراع دموي وغزوات استمرت لسنين طويلة بين الطرفين حتى انتهى بالمصاهرة والصلح في زمن سعدون بن نوح
وصفهم الغلامي :«والكركريون, فرسان شجعان يقتنون الخيل الجياد ويعيشون في موسم الربيع في خيام سوداء, وهم يقرون الضيف ومواظبون على تعاطي القهوة».